# Hypericum thymifolium
Hypericum thymifolium är en johannesörtsväxtart som beskrevs av Joseph Banks och Sol.. Hypericum thymifolium ingår i släktet johannesörter, och familjen johannesörtsväxter. Inga underarter finns listade i Catalogue of Life.